# کنتویل
کنتویل (به انگلیسی: Kentville) یک شهرک در کانادا است که در شهرستان کینگز واقع شده‌است.

## خصوصیات
کنتویل ۳۳٫۳۷ کیلومترمربع مساحت و ۶٬۰۹۴ نفر جمعیت دارد و ۳۱ متر بالاتر از سطح دریا واقع شده‌است.